# Tetralonia fuliginosa
Tetralonia fuliginosa är en biart som beskrevs av Morawitz 1886. Tetralonia fuliginosa ingår i släktet Tetralonia och familjen långtungebin. Inga underarter finns listade i Catalogue of Life.